# Castello di Ratibořice
Il castello di Ratibořice (in ceco Zámek Ratibořice) si trova nell'omonima frazione di Česká Skalice, comune nel Distretto di Náchod, Regione di Hradec Králové in Repubblica Ceca. Si tratta di un importante edificio Stile Impero considerato monumento culturale nazionale ed è stato edificato a partire dal XIV secolo.

## Storia

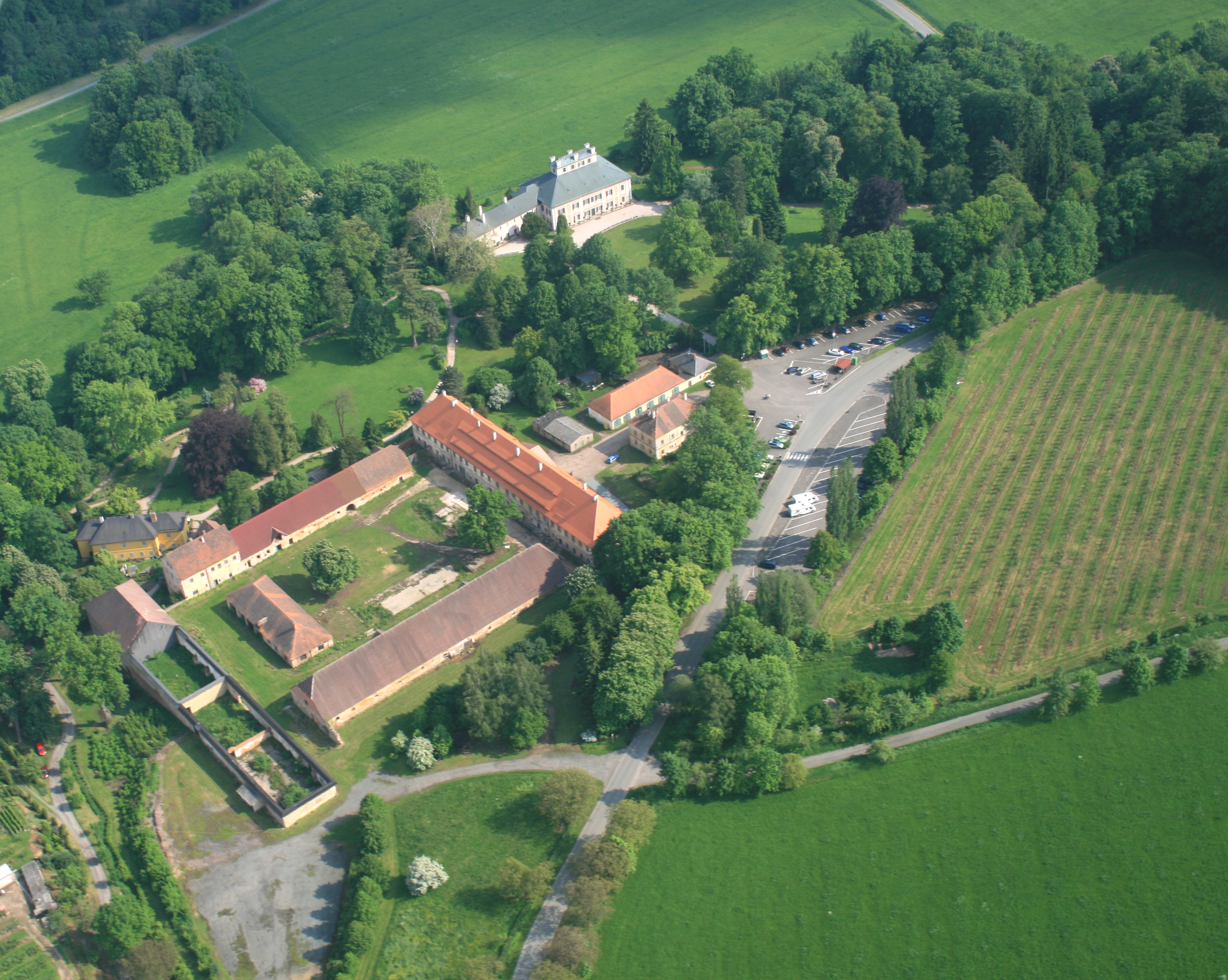
Immagine aerea dell'intero complesso del castello

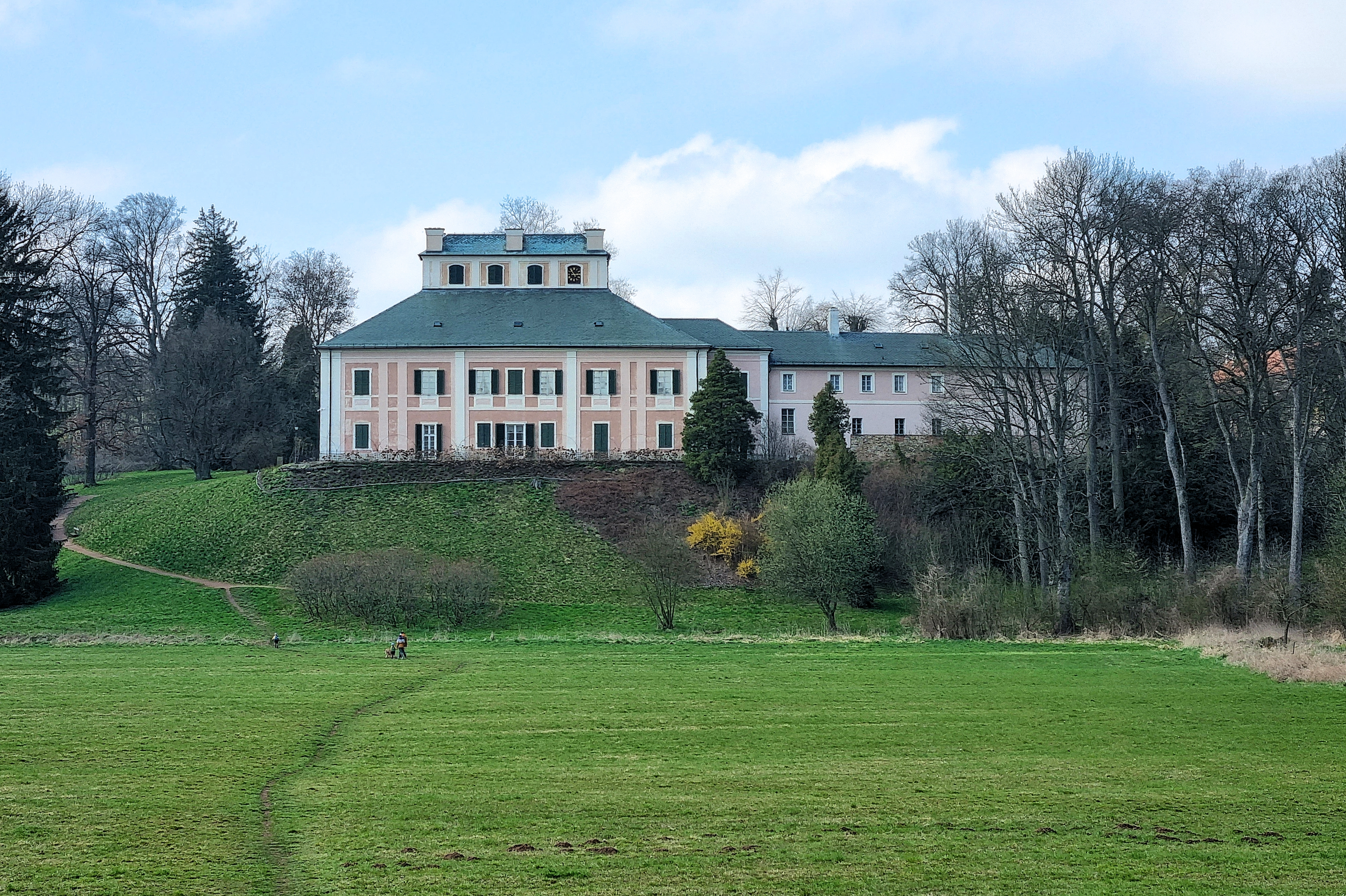
Il castello, in posizione leggermente elevata, visto dal parco

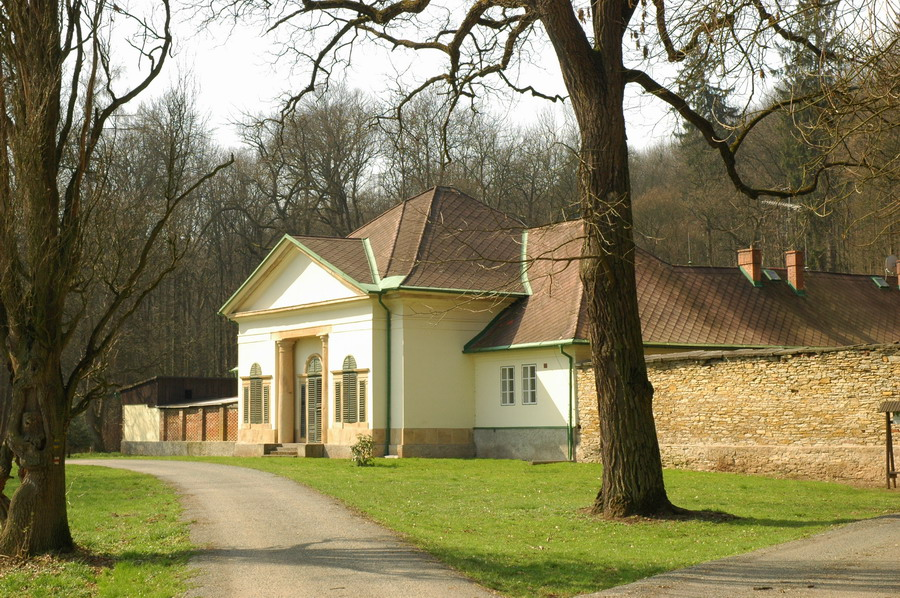
Casino di caccia del castello

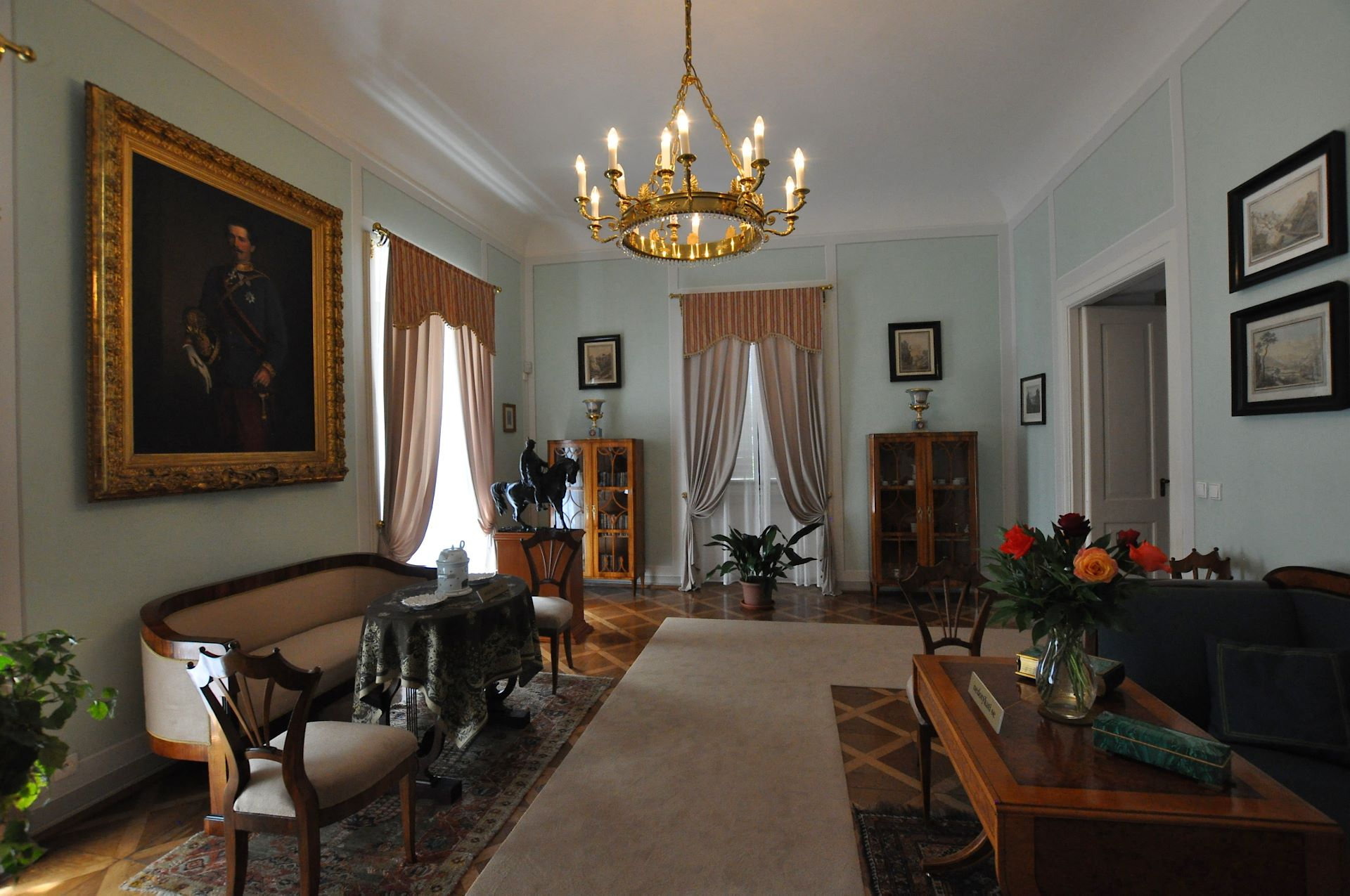
Interni, una delle sale del castello

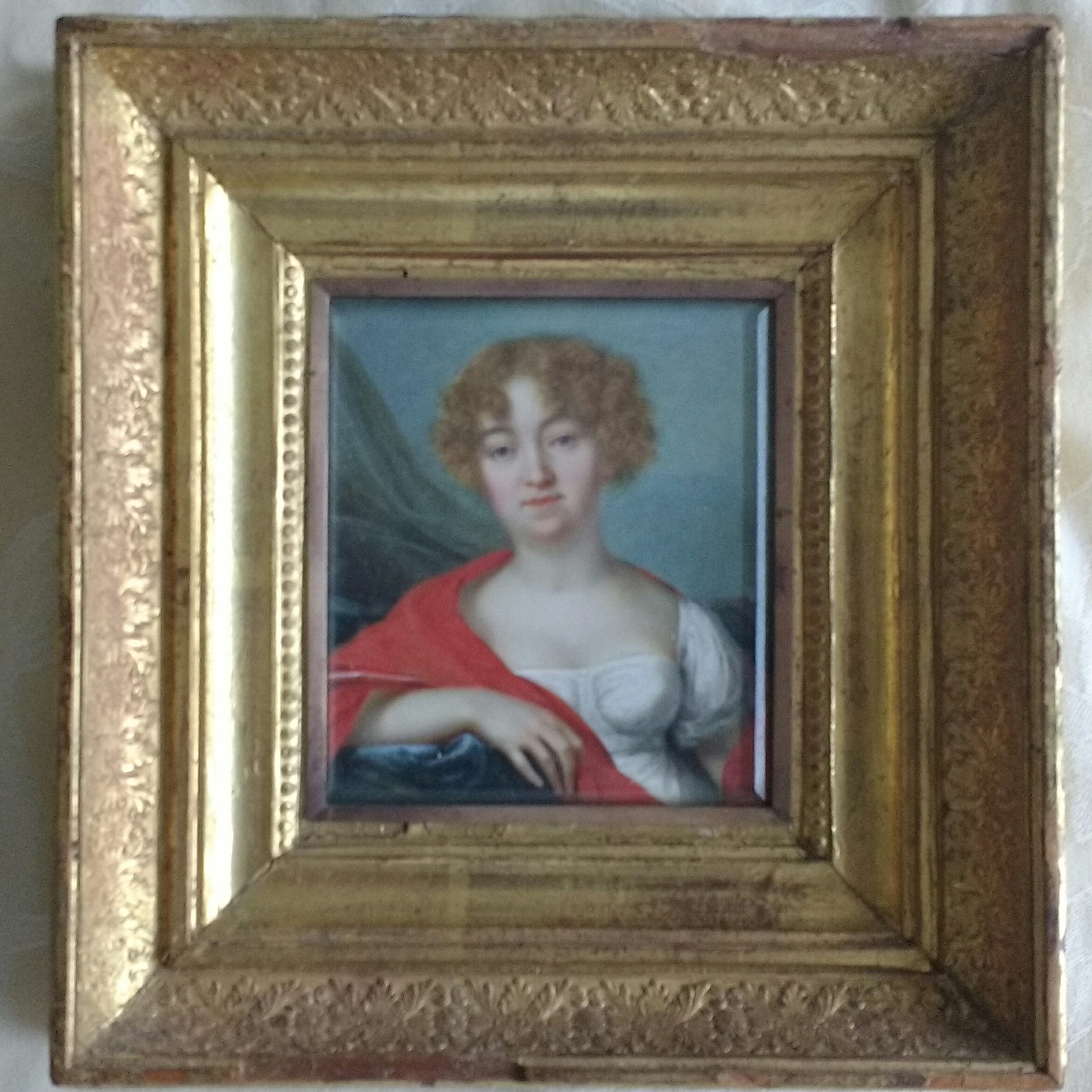
Ritratto della duchessa di Curlandia e Semigallia Guglielmina di Sagan che fece ricostruire il castello nelle forme che ci sono pervenute

La prima notizia storica del castello e del villaggio di Ratibořice risale al 1388 quando il proprietario era il cavaliere Vaněk ze Žampach. Dal 1464 il castello risultò appartenere ai Rízmburg. Per un certo periodo l'edificio fu disabitato e cominciò a deteriorarsi sino a venire demolito alla fine del XVI secolo. Nel 1582 l'intero territorio fu acquistato dalla famiglia Smiřicky di Smiřice che lo unì ai suoi possedimenti già presenti a Náchod. Dopo la battaglia di Bílá Hora, nel corso della guerra dei trent'anni, la tenuta venne acquisita dai Trčková di Lípa. L'ultimo proprietario ceco del sito, Adam Erdman Trčka di Lípa, fu assassinato insieme al cognato Albrecht di Valdštejn a Cheb nel 1634. L'imperatore Ferdinando II d'Asburgo nello stesso anno lo cedette in feudo al principe  Ottavio Piccolomini che negli anni tra il 1702 e il 1708 decise di farvi costruire un castello barocco che intendeva utilizzare come residenza estiva e di caccia. Il palazzo venne realizzato secondo il modello delle ville italiane del periodo. Nel 1792 fu acquistato da Pietro Biron, duca di Curlandia e Semigallia e dopo la morte del duca, nel 1800, il palazzo passò alla figlia maggiore, Guglielmina di Sagan, duchessa e principessa di Curlandia e Semigallia. La duchessa scelse il caspello di Ratibořice come sua residenza estiva permanente e nel biennio 1825-1826 fece ricostruire il palazzo secondo lo Stile Impero. Attorno al castello fece sistemare un parco paesaggistico naturale che gradualmente si estese a tutta la valle del fiume Úpa. Furono costruiti anche un padiglione di caccia e una serra di palme. La duchessa ospitò nel castello in diverse occasioni numerose personalità come il cancelliere austriaco, il principe Klemens von Metternich e lo zar Alessandro I di Russia. Nel 1813 prestò il suo castello ai diplomatici di Prussia, Russia e Austria per trattative segrete relative all'allenza contro Napoleone Bonaparte. Dopo la morte della duchessa, nel 1839, la tenuta fu venduta nel 1840 al conte imperiale Ottaviano di Lippe - Biesterfeld. Dopo soli due anni la tenuta e l'intera area vicina fu acquistata da Giorgio Guglielmo di Schaumburg-Lippe, principe imperiale e sovrano di uno dei piccoli principati del nord della Germania. Negli anni tra il 1860 e il 1864 gli Schaumburg fecero modificare il castello nella forme che ci sono pervenute. Il castello rimase in possesso della famiglia Schaumburg-Lippe fino alla nazionalizzazione dopo la fine della seconda guerra mondiale, nel 1945. Insieme agli altri edifici di Babiččina údolí, il castello è gestito dall'Istituto nazionale dei monumenti, l'amministrazione territoriale dei monumenti di Sychrov.

## Descrizione
Il castello si trova a Ratibořice, frazione di Česká Skalice nella Regione di Hradec Králové in Repubblica Ceca. Il complesso occupa un'ampia estensione e comprende, oltre all'edificio principale, il grande parco, la fattoria, il casino di caccia, la rimessa per carrozze, vari edifici di servizio e un mulino, leggermente distanziato. Insieme agli altri edifici di Babiččina údolí, il castello è gestito dall'Istituto nazionale dei monumenti, l'amministrazione territoriale dei monumenti di Sychrov.

## Nella cultura di massa
La scrittrice scrittrice ceca Božena Němcová, che visse nelle vicinanze, ha reso famoso il castello col suo romanzo La nonna, nel quale racconta la sua infanzia e prima giovinezza trascorsa con i suoi genitori, i fratelli e l'amata nonna. Il libro racconta la vita delle popolazioni rurali, le loro preoccupazioni e gioie quotidiane.

### Monumento culturale della Repubblica Ceca
La tutela dei monumenti della Repubblica Ceca considera il complesso del castello di Ratibořice col suo parco e gli edifici che ne fanno parte un monumento culturale nazionale tutelato col numero di catalogo 1000130021.